# Cúp EFL 2023–24
Cúp EFL 2023-24 là mùa giải thứ 64 của Cúp EFL (được gọi là Carabao Cup vì lý do tài trợ). Giải đấu dành cho tất cả các câu lạc bộ Premier League và English Football League.
Đội vô địch giải đấu sẽ tham dự vòng play-off UEFA Europa Conference League 2024–25.
Manchester United trở thành nhà cựu vô địch của giải đấu sau khi bị Newcastle United đánh bại với tỉ số 3–0 tại vòng 4.
Trận chung kết diễn ra tại Sân vận động Wembley vào ngày 25 tháng 2 năm 2024 giữa Liverpool và Chelsea; Liverpool đã giành được danh hiệu thứ 10 và là kỷ lục của giải đấu khi giành chiến thắng 1–0 sau hiệp phụ nhờ cú đánh đầu muộn của đội trưởng Virgil van Dijk.

## Thể thức
Tất cả 92 câu lạc bộ tại Premier League và English Football League đều tham dự Cúp EFL. Suất tham dự được phân phối dựa vào 4 giải đấu hàng đầu của Hệ thống giải bóng đá Anh.
|                   | Các CLB tham dự từ vòng này                                                        | Các CLB tham dự từ vòng trước | Số trận          |
| ----------------- | ---------------------------------------------------------------------------------- | ----------------------------- | ---------------- |
| Vòng 1 (72 CLB)   | - 24 CLB từ EFL League Two - 24 CLB từ EFL League One - 24 CLB từ EFL Championship |                               | 36               |
| Vòng 2 (48 CLB)   | - 12 CLB Premier League (không tham dự cúp châu Âu)                                | - 36 đội thắng vòng 1         | 24               |
| Vòng 3 (32 CLB)   | - 8 CLB Premier League (tham dự cúp châu Âu)                                       | - 24 đội thắng vòng 2         | 16               |
| Vòng 4 (16 CLB)   |                                                                                    | - 16 đội thắng vòng 3         | 8                |
| Tứ kết (8 CLB)    |                                                                                    | - 8 đội thắng vòng 4          | 4                |
| Bán kết (4 CLB)   |                                                                                    | - 4 đội thắng vòng tứ kết     | 4 (Hai lượt đấu) |
| Chung kết (2 CLB) |                                                                                    | - 2 đội thắng vòng bán kết    | 1                |

## Vòng 1
Có tổng cộng 72 câu lạc bộ thi đấu ở vòng 1: 24 từ League Two (Hạng 4), 24 từ League One (Hạng 3) và 24 từ Championship (Hạng 2). Bốc thăm cho vòng 1 được chia theo vùng địa lý gồm "phía bắc" và "phía nam".

### Khu vực phía Bắc
| 9 tháng 8 năm 2023   | Huddersfield Town (2)       | 2–3      | Middlesbrough (2)                         | Huddersfield                                                                       |  |
| 01:00 (Giờ Việt Nam) | - Harratt 4' - Hudlin 90+4' | Chi tiết | - Silvera 20' - I. Jones 63' - McGree 82' | Sân vận động: John Smiths Stadium Lượng khán giả: 8,057 Trọng tài: Oliver Langford |  |

| 9 tháng 8 năm 2023   | Mansfield Town (4)              | 2–0      | Grimsby Town (4) | Mansfield                                                                     |  |
| 01:30 (Giờ Việt Nam) | - Akins 28' (ph.đ.) - Oates 55' | Chi tiết |                  | Sân vận động: One Call Stadium Lượng khán giả: 3,123 Trọng tài: Scott Jackson |  |

| 9 tháng 8 năm 2023         | Accrington Stanley (4) | 1–1 (1–4 p)                        | Bradford City (4) | Accrington                                                             |  |
| 01:45 (Giờ Việt Nam)       | - Andrews 66'          | Chi tiết                           | - Pattison 45+1'  | Sân vận động: Crown Ground Lượng khán giả: 2,368 Trọng tài: Martin Coy |  |
|                            |                        | Loạt sút luân lưu                  |                   |                                                                        |  |
| - Leigh - Nolan - Adedoyin |                        | - Cook - Gilliead - Walker - Oduor |                   |                                                                        |  |

| 9 tháng 8 năm 2023                                                      | Barnsley (3)               | 2–2 (6–7 p)                                                                  | Tranmere Rovers (4)       | Barnsley                                                           |  |
| 01:45 (Giờ Việt Nam)                                                    | - Kane 45+3' - Marsh 90+8' | Chi tiết                                                                     | - Norris 23' - Taylor 47' | Sân vận động: Oakwell Lượng khán giả: 4,343 Trọng tài: Thomas Kirk |  |
|                                                                         |                            | Loạt sút luân lưu                                                            |                           |                                                                    |  |
| - Marsh - Jaló - Chapman - Nejman - Cotter - Łopata - Killip - Shepherd |                            | - Hawkes - Jennings - Hemmings - Hendry - McAlear - Saunders - Leake - Lewis |                           |                                                                    |  |

| 9 tháng 8 năm 2023   | Blackburn Rovers (2)                                   | 4–3      | Walsall (4)                             | Blackburn                                                             |  |
| 01:45 (Giờ Việt Nam) | - Gilsenan 21' - Ennis 40' - Garrett 50' - Buckley 67' | Chi tiết | - McEntee 19' - Tierney 37' - Maher 84' | Sân vận động: Ewood Park Lượng khán giả: 6,173 Trọng tài: Ben Speedie |  |

| 9 tháng 8 năm 2023   | Bolton Wanderers (3) | 1–0      | Barrow (4) | Bolton                                                                                        |  |
| 01:45 (Giờ Việt Nam) | - Ashworth 44'       | Chi tiết |            | Sân vận động: Toughsheet Community Stadium Lượng khán giả: 4,871 Trọng tài: Anthony Backhouse |  |

| 9 tháng 8 năm 2023   | Derby County (3) | 0–2      | Blackpool (3)     | Derby                                                                    |  |
| 01:45 (Giờ Việt Nam) |                  | Chi tiết | - Beesley 7', 32' | Sân vận động: Pride Park Lượng khán giả: 7,033 Trọng tài: Jeremy Simpson |  |

| 9 tháng 8 năm 2023   | Harrogate Town (4) | 1–0      | Carlisle United (3) | Harrogate                                                                    |  |
| 01:45 (Giờ Việt Nam) | - Folarin 23'      | Chi tiết |                     | Sân vận động: Wetherby Road Lượng khán giả: 2,177 Trọng tài: Matthew Corlett |  |

| 9 tháng 8 năm 2023   | Hull City (2)  | 1–2      | Doncaster Rovers (4) | Hull                                                                    |  |
| 01:45 (Giờ Việt Nam) | - Estupiñán 3' | Chi tiết | - Miller 15', 61'    | Sân vận động: MKM Stadium Lượng khán giả: 6,577 Trọng tài: Simon Mather |  |

| 9 tháng 8 năm 2023   | Notts County (4) | 0–2      | Lincoln City (3)             | Nottingham                                                              |  |
| 01:45 (Giờ Việt Nam) |                  | Chi tiết | - Roughan 23' - Sørensen 48' | Sân vận động: Meadow Lane Lượng khán giả: 6,468 Trọng tài: Martin Woods |  |

| 9 tháng 8 năm 2023   | Port Vale (3)                    | 3–2      | Fleetwood Town (3)       | Stoke-on-Trent                                                            |  |
| 01:45 (Giờ Việt Nam) | - Chislett 18', 72' - Thomas 58' | Chi tiết | - Hayes 5' - Graydon 47' | Sân vận động: Vale Park Lượng khán giả: 2,743 Trọng tài: Edward Duckworth |  |

| 9 tháng 8 năm 2023                       | Preston North End (2)       | 2–2 (2–4 p)                          | Salford City (4)   | Preston                                                            |  |
| 01:45 (Giờ Việt Nam)                     | - Woodburn 44' - Holmes 50' | Chi tiết                             | - McLennan 5', 38' | Sân vận động: Deepdale Lượng khán giả: 6,790 Trọng tài: Tom Reeves |  |
|                                          |                             | Loạt sút luân lưu                    |                    |                                                                    |  |
| - Ledson - Keane - Best - Frøkjær-Jensen |                             | - Smith - McAleny - Mallan - Garbutt |                    |                                                                    |  |

| 9 tháng 8 năm 2023                         | Rotherham United (2) | 1–1 (4–2 p)                              | Morecambe (4) | Rotherham                                                                      |  |
| 01:45 (Giờ Việt Nam)                       | - Kayode 37'         | Chi tiết                                 | - Mellon 22'  | Sân vận động: New York Stadium Lượng khán giả: 2,834 Trọng tài: Thomas Parsons |  |
|                                            |                      | Loạt sút luân lưu                        |               |                                                                                |  |
| - Hugill - Rathbone - Blackett - Onyedinma |                      | - McKiernan - Davenport - Brown - Taylor |               |                                                                                |  |

| 9 tháng 8 năm 2023                      | Sheffield Wednesday (2) | 1–1 (4–1 p)              | Stockport County (4) | Sheffield                                                                        |  |
| 01:45 (Giờ Việt Nam)                    | - Bakinson 90+7'        | Chi tiết                 | - Madden 16'         | Sân vận động: Hillsborough Stadium Lượng khán giả: 10,886 Trọng tài: Lewis Smith |  |
|                                         |                         | Loạt sút luân lưu        |                      |                                                                                  |  |
| - Windass - Paterson - Bannan - Gregory |                         | - Madden - Rydel - Barry |                      |                                                                                  |  |

| 9 tháng 8 năm 2023   | Stoke City (2)                       | 2–1      | West Bromwich Albion (2) | Stoke                                                                           |  |
| 01:45 (Giờ Việt Nam) | - Griffiths 27' (l.n.) - Vidigal 65' | Chi tiết | - Thomas-Asante 64'      | Sân vận động: Bet365 Stadium Lượng khán giả: 10,583 Trọng tài: Geoff Eltringham |  |

| 9 tháng 8 năm 2023                    | Sunderland (2) | 1–1 (3–5 p)                                  | Crewe Alexandra (4) | Sunderland                                                                    |  |
| 01:45 (Giờ Việt Nam)                  | - Rigg 64'     | Chi tiết                                     | - Offord 45+1'      | Sân vận động: Stadium of Light Lượng khán giả: 10,763 Trọng tài: Scott Oldham |  |
|                                       |                | Loạt sút luân lưu                            |                     |                                                                               |  |
| - Dack - Pritchard - Ekwah - Triantis |                | - Nevitt - Long - Adebisi - Tabiner - Cooney |                     |                                                                               |  |

| 9 tháng 8 năm 2023               | Wrexham (4) | 0–0 (4–2 p)                           | Wigan Athletic (3) | Wrexham                                                                      |  |
| 02:00 (Giờ Việt Nam)             |             | Chi tiết                              |                    | Sân vận động: Racecourse Ground Lượng khán giả: 9,736 Trọng tài: Sam Allison |  |
|                                  |             | Loạt sút luân lưu                     |                    |                                                                              |  |
| - Young - Lee - O'Connor - Dalby |             | - Wyke - Humphrys - Hughes - Aasgaard |                    |                                                                              |  |

| 10 tháng 8 năm 2023  | Leeds United (2)             | 2–1      | Shrewsbury Town (3) | Beeston                                                                     |  |
| 01:45 (Giờ Việt Nam) | - Gelhardt 52' - Struijk 58' | Chi tiết | - Perry 28'         | Sân vận động: Elland Road Lượng khán giả: 35,129 Trọng tài: Seb Stockbridge |  |

| 10 tháng 8 năm 2023  | Burton Albion (3) | 0–2      | Leicester City (2)           | Burton                                                                    |  |
| 02:00 (Giờ Việt Nam) |                   | Chi tiết | - Iheanacho 6' - Ndidi 45+2' | Sân vận động: Pirelli Stadium Lượng khán giả: 4,631 Trọng tài: Gavin Ward |  |

### Khu vực phía Nam
| 9 tháng 8 năm 2023   | Newport County (4)                            | 3–1      | Charlton Athletic (3) | Newport                                                                    |  |
| 01:30 (Giờ Việt Nam) | - Wildig 63' - Evans 76' - Palmer-Houlden 80' | Chi tiết | - Kanu 43'            | Sân vận động: Rodney Parade Lượng khán giả: 2,600 Trọng tài: Scott Simpson |  |

| 9 tháng 8 năm 2023                              | Peterborough United (3) | 1–1 (4–1 p)                  | Swindon Town (4)     | Peterborough                                                                 |  |
| 01:30 (Giờ Việt Nam)                            | - Randall 7'            | Chi tiết                     | - Hepburn-Murphy 49' | Sân vận động: London Road Stadium Lượng khán giả: 3,440 Trọng tài: Tom Nield |  |
|                                                 |                         | Loạt sút luân lưu            |                      |                                                                              |  |
| - Clarke-Harris - Edwards - Tomlinson - Burrows |                         | - Blake-Tracy - Kemp - Young |                      |                                                                              |  |

| 9 tháng 8 năm 2023   | Swansea City (2)                  | 3–0      | Northampton Town (3) | Swansea                                                                         |  |
| 01:30 (Giờ Việt Nam) | - Piroe 10', 53' - Ginnelly 90+4' | Chi tiết |                      | Sân vận động: Swansea.com Stadium Lượng khán giả: 6,923 Trọng tài: Peter Wright |  |

| 9 tháng 8 năm 2023   | Cheltenham Town (3) | 0–2      | Birmingham City (2) | Cheltenham                                                              |  |
| 01:45 (Giờ Việt Nam) |                     | Chi tiết | - Bacuna 24', 32'   | Sân vận động: Whaddon Road Lượng khán giả: 4,026 Trọng tài: Craig Hicks |  |

| 9 tháng 8 năm 2023   | Exeter City (3)          | 2–1      | Crawley Town (4) | Exeter                                                                           |  |
| 01:45 (Giờ Việt Nam) | - Taylor 73' - Scott 84' | Chi tiết | - Lolos 15'      | Sân vận động: St James Park Lượng khán giả: 3,560 Trọng tài: Christopher Pollard |  |

| 9 tháng 8 năm 2023   | Forest Green Rovers (4) | 1–3      | Portsmouth (3)                         | Nailsworth                                                              |  |
| 01:45 (Giờ Việt Nam) | - Omotoye 24'           | Chi tiết | - Yengi 30', 75' (ph.đ.) - Swanson 52' | Sân vận động: The New Lawn Lượng khán giả: 1,868 Trọng tài: Sam Purkiss |  |

| 9 tháng 8 năm 2023   | Gillingham (4)                    | 3–1      | Southampton (2) | Gillingham                                                                    |  |
| 01:45 (Giờ Việt Nam) | - Nadesan 12' - McKenzie 51', 67' | Chi tiết | - Alcaraz 89'   | Sân vận động: Priestfield Stadium Lượng khán giả: 7,775 Trọng tài: Carl Brook |  |

| 9 tháng 8 năm 2023   | Millwall (2) | 0–4      | Reading (3)                                       | Bermondsey                                                           |  |
| 01:45 (Giờ Việt Nam) |              | Chi tiết | - Ehibhatiomhan 1', 51' - Savage 67' - Camara 88' | Sân vận động: The Den Lượng khán giả: 4,738 Trọng tài: Leigh Doughty |  |

| 9 tháng 8 năm 2023   | Milton Keynes Dons (4) | 0–2      | Wycombe Wanderers (3)            | Denbigh                                                              |  |
| 01:45 (Giờ Việt Nam) |                        | Chi tiết | - Hanlan 73' - Forino-Joseph 82' | Sân vận động: Stadium MK Lượng khán giả: 2,946 Trọng tài: James Bell |  |

| 9 tháng 8 năm 2023   | Plymouth Argyle (2) | 2–0      | Leyton Orient (3) | Plymouth                                                                     |  |
| 01:45 (Giờ Việt Nam) | - Waine 25', 38'    | Chi tiết |                   | Sân vận động: Home Park Lượng khán giả: 10,324 Trọng tài: Sunny Sukhvir Gill |  |

| 9 tháng 8 năm 2023                                          | Stevenage (3) | 1–1 (4–3 p)                                    | Watford (2) | Stevenage                                                                       |  |
| 01:45 (Giờ Việt Nam)                                        | - March 43'   | Chi tiết                                       | - Bayo 6'   | Sân vận động: Lamex Stadium Lượng khán giả: 4,495 Trọng tài: Charles Breakspear |  |
|                                                             |               | Loạt sút luân lưu                              |             |                                                                                 |  |
| - Reid - Roberts - Forster-Caskey - MacDonald - N. Thompson |               | - Hoedt - Sierralta - Porteous - Healey - Koné |             |                                                                                 |  |

| 9 tháng 8 năm 2023                                                    | Sutton United (4)                   | 2–2 (6–5 p)                                                    | Cambridge United (3)           | Sutton                                                                            |  |
| 01:45 (Giờ Việt Nam)                                                  | - Smith 38' - Beautyman 82' (ph.đ.) | Chi tiết                                                       | - Okenabirhie 18', 60' (ph.đ.) | Sân vận động: Gander Green Lane Lượng khán giả: 1,761 Trọng tài: Daniel Middleton |  |
|                                                                       |                                     | Loạt sút luân lưu                                              |                                |                                                                                   |  |
| - Eastmond - Angol - Milsom - Goodliffe - Kashket - Patrick - O'Brien |                                     | - Ahadme - Lankester - Andrew - Thomas - Digby - Janneh - Dunk |                                |                                                                                   |  |

| 10 tháng 8 năm 2023  | AFC Wimbledon (4)           | 2–1      | Coventry City (2)    | Wimbledon                                                                 |  |
| 01:45 (Giờ Việt Nam) | - Bugiel 86' - McLean 90+2' | Chi tiết | - Godden 17' (ph.đ.) | Sân vận động: Plough Lane Lượng khán giả: 4,781 Trọng tài: Andrew Kitchen |  |

| 10 tháng 8 năm 2023  | Bristol City (2)                                           | 5–1      | Oxford United (3) | Bristol                                                                |  |
| 01:45 (Giờ Việt Nam) | - Cornick 15' - Knight 35', 47' - Wells 51' - Naismith 62' | Chi tiết | - Bodin 30'       | Sân vận động: Ashton Gate Lượng khán giả: 9,661 Trọng tài: Ollie Yates |  |

| 10 tháng 8 năm 2023               | Cardiff City (2)             | 2–2 (3–0 p)                    | Colchester United (4)     | Leckwith                                                                        |  |
| 01:45 (Giờ Việt Nam)              | - R. Colwill 19' - Etete 35' | Chi tiết                       | - Akinde 40' - Taylor 44' | Sân vận động: Cardiff City Stadium Lượng khán giả: 5,158 Trọng tài: Will Finnie |  |
|                                   |                              | Loạt sút luân lưu              |                           |                                                                                 |  |
| - R. Colwill - Romeo - Ojo - Ugbo |                              | - Fevrier - Tchamadeu - Hopper |                           |                                                                                 |  |

| 10 tháng 8 năm 2023  | Ipswich Town (2)         | 2–0      | Bristol Rovers (3) | Ipswich                                                                 |  |
| 01:45 (Giờ Việt Nam) | - Taylor 12' - Aluko 76' | Chi tiết |                    | Sân vận động: Portman Road Lượng khán giả: 15,047 Trọng tài: David Rock |  |

| 17 tháng 8 năm 2023  | Queens Park Rangers (2) | 0–1      | Norwich City (2) | White City                                                                 |  |
| 01:45 (Giờ Việt Nam) |                         | Chi tiết | - Rowe 90+9'     | Sân vận động: Loftus Road Lượng khán giả: 7,813 Trọng tài: James Linington |  |

## Vòng 2
Tổng cộng có 48 CLB thi đấu vòng hai: 36 CLB thắng ở vòng đầu tiên, cộng với 12 CLB Premier League không tham dự giải đấu châu Âu. Bốc thăm cho vòng này được chia theo vùng địa lý gồm "phía bắc" và "phía nam".

### Khu vực phía Bắc
| 30 tháng 8 năm 2023  | Bolton Wanderers (3) | 1–3      | Middlesbrough (2)                          | Bolton                                                                                     |  |
| 01:45 (Giờ Việt Nam) | - Charles 23'        | Chi tiết | - Crooks 33' - McGree 90+1' - Rogers 90+4' | Sân vận động: Toughsheet Community Stadium Lượng khán giả: 8,624 Trọng tài: Stephen Martin |  |

| 30 tháng 8 năm 2023         | Port Vale (3) | 0–0 (2–0 p)                         | Crewe Alexandra (4) | Burslem                                                                  |  |
| 01:45 (Giờ Việt Nam)        |               | Chi tiết                            |                     | Sân vận động: Vale Park Lượng khán giả: 6,375 Trọng tài: Seb Stockbridge |  |
|                             |               | Loạt sút luân lưu                   |                     |                                                                          |  |
| - Wilson - Arblaster - Sang |               | - Nevitt - Long - Adebisi - Tabiner |                     |                                                                          |  |

| 30 tháng 8 năm 2023                                                                         | Salford City (4) | 1–1 (9–8 p)                                                                                                   | Leeds United (2) | Salford                                                                  |  |
| 02:00 (Giờ Việt Nam)                                                                        | - Smith 34'      | Chi tiết | - Struijk 76'    | Sân vận động: Moor Lane Lượng khán giả: 3,147 Trọng tài: Oliver Langford |  |
|                                                                                             |                  | Loạt sút luân lưu                                                                                             |                  |                                                                          |  |
| - Mallan - McAleny - Watson - Dackers - McLennan - Lund - Bolton - Mariappa - Tilt - Ashley |                  | - Greenwood - Struijk - Rutter - Gnonto - Sinisterra - Hjelde - Cresswell - Ampadu - Summerville - Shackleton |                  |                                                                          |  |

| 30 tháng 8 năm 2023                                    | Sheffield Wednesday (2) | 1–1 (4–5 p)                                            | Mansfield Town (4) | Sheffield                                                                               |  |
| 01:45 (Giờ Việt Nam)                                   | - Musaba 28'            | Chi tiết                                               | - Oates 85'        | Sân vận động: Hillsborough Stadium Lượng khán giả: 10,724 Trọng tài: Sunny Sukhvir Gill |  |
|                                                        |                         | Loạt sút luân lưu                                      |                    |                                                                                         |  |
| - Smith - Windass - Bannan - Vaulks - Gregory - Palmer |                         | - Bowery - Maris - Keillor-Dunn - Swan - Oates - Flint |                    |                                                                                         |  |

| 30 tháng 8 năm 2023  | Stoke City (2)                                                        | 6–1      | Rotherham United (2) | Stoke                                                                           |  |
| 01:45 (Giờ Việt Nam) | - Burger 2' - Mmaee 18' - Laurent 29', 55' - Campbell 43' - Léris 72' | Chi tiết | - Morrison 22'       | Sân vận động: Bet365 Stadium Lượng khán giả: 9,410 Trọng tài: Michael Salisbury |  |

| 30 tháng 8 năm 2023  | Tranmere Rovers (4) | 0–2      | Leicester City (2)      | Birkenhead                                                            |  |
| 01:45 (Giờ Việt Nam) |                     | Chi tiết | - Ndidi 55' - Vardy 59' | Sân vận động: Prenton Park Lượng khán giả: 6,610 Trọng tài: Ben Toner |  |

| 30 tháng 8 năm 2023  | Wolverhampton Wanderers (1)                                 | 5–0      | Blackpool (3) | Wolverhampton                                            |  |
| 01:45 (Giờ Việt Nam) | - Kalajdžić 10' - Silva 25' - Doherty 60', 66' - Fraser 84' | Chi tiết |               | Sân vận động: Molineux Stadium Trọng tài: Jarred Gillett |  |

| 30 tháng 8 năm 2023                      | Wrexham (4) | 1–1 (3–4 p)                                            | Bradford City (4)  | Wrexham                                                                      |  |
| 01:45 (Giờ Việt Nam)                     | - Boyle 72' | Chi tiết                                               | - Smith 3' (ph.đ.) | Sân vận động: Racecourse Ground Lượng khán giả: 9,816 Trọng tài: Ben Speedie |  |
|                                          |             | Loạt sút luân lưu                                      |                    |                                                                              |  |
| - Young - Lee - Palmer - McClean - Jones |             | - Derbyshire - Smallwood - Wilson - Halliday - Oyegoke |                    |                                                                              |  |

| 30 tháng 8 năm 2023  | Doncaster Rovers (4) | 1–2      | Everton (1)              | Doncaster                                                                    |  |
| 02:00 (Giờ Việt Nam) | - Ironside 44'       | Chi tiết | - Beto 73' - Danjuma 88' | Sân vận động: Eco-Power Stadium Lượng khán giả: 11,430 Trọng tài: Tom Reeves |  |

| 31 tháng 8 năm 2023  | Harrogate Town (4) | 0–8      | Blackburn Rovers (2) | Harrogate                                                                |  |
| 01:45 (Giờ Việt Nam) |                    | Chi tiết | - Garrett 10' - Gallagher 13' - Buckley 34', 52' (ph.đ.) - Markanday 45+1' - Gilsenan 67' - Bloxham 72' - Edmondson 75' | Sân vận động: Wetherby Road Lượng khán giả: 2,653 Trọng tài: Will Finnie |  |

| 31 tháng 8 năm 2023  | Nottingham Forest (1) | 0–1      | Burnley (1)   | West Bridgford                                                           |  |
| 01:45 (Giờ Việt Nam) |                       | Chi tiết | - Amdouni 90' | Sân vận động: City Ground Lượng khán giả: 27,766 Trọng tài: Bobby Madley |  |

| 31 tháng 8 năm 2023                       | Sheffield United (1) | 0–0 (2–3 p)                               | Lincoln City (3) | Sheffield                                                                 |  |
| 01:45 (Giờ Việt Nam)                      |                      | Chi tiết                                  |                  | Sân vận động: Bramall Lane Lượng khán giả: 11,040 Trọng tài: Paul Tierney |  |
|                                           |                      | Loạt sút luân lưu                         |                  |                                                                           |  |
| - Norwood - Marsh - Osula - Traoré - Egan |                      | - Mandroiu - Bishop - Hamilton - Sørensen |                  |                                                                           |  |

### Khu vực phía Nam
| 30 tháng 8 năm 2023 | Birmingham City (2) | 1–3      | Cardiff City (2)                           | Birmingham                                                                |  |
|                     | - Hogan 70'         | Chi tiết | - R. Colwill 3' - Wintle 68' - Etete 90+4' | Sân vận động: St Andrew's Lượng khán giả: 11,405 Trọng tài: Leigh Doughty |  |

| 30 tháng 8 năm 2023 | Bristol City (2) | 0–1      | Norwich City (2) | Bristol                                                                |  |
|                     |                  | Chi tiết | - Płacheta 49'   | Sân vận động: Ashton Gate Lượng khán giả: 9,408 Trọng tài: Sam Allison |  |

| 30 tháng 8 năm 2023                             | Exeter City (3) | 1–1 (5–3 p)                         | Stevenage (3) | Exeter                                                                      |  |
|                                                 | - Hartridge 5'  | Chi tiết                            | - Roberts 69' | Sân vận động: St James Park Lượng khán giả: 4,006 Trọng tài: Andrew Kitchen |  |
|                                                 |                 | Loạt sút luân lưu                   |               |                                                                             |  |
| - Trevitt - Carroll - Aimson - Taylor - Sweeney |                 | - Reid - Roberts - Butler - Sweeney |               |                                                                             |  |

| 30 tháng 8 năm 2023                            | Fulham (1)              | 1–1 (5–3 p)                             | Tottenham Hotspur (1) | Fulham                                             |  |
| 01:45 (Giờ Việt Nam)                           | - Van de Ven 19' (l.n.) | Chi tiết                                | - Richarlison 56'     | Sân vận động: Craven Cottage Trọng tài: Josh Smith |  |
|                                                |                         | Loạt sút luân lưu                       |                       |                                                    |  |
| - Pereira - Jiménez - Wilson - Palhinha - Tete |                         | - Son - Kulusevski - Sánchez - Maddison |                       |                                                    |  |

| 30 tháng 8 năm 2023 | Luton Town (1)                         | 3–2      | Gillingham (4)             | Luton                                                                         |  |
|                     | - Brown 2' - Doughty 28' - Woodrow 66' | Chi tiết | - Clarke 55' - Nichols 88' | Sân vận động: Kenilworth Road Lượng khán giả: 9,468 Trọng tài: Jeremy Simpson |  |

| 30 tháng 8 năm 2023     | Newport County (4) | 1–1 (0–3 p)                     | Brentford (1) | Newport                                                                   |  |
|                         | - Rai 90+6'        | Chi tiết                        | - Jensen 87'  | Sân vận động: Rodney Parade Lượng khán giả: 6,845 Trọng tài: Scott Oldham |  |
|                         |                    | Loạt sút luân lưu               |               |                                                                           |  |
| - Lewis - Wood - Morris |                    | - Mbeumo - Wissa - Lewis-Potter |               |                                                                           |  |

| 30 tháng 8 năm 2023 | Plymouth Argyle (2)     | 2–4      | Crystal Palace (1)                   | Plymouth                                                                  |  |
|                     | - Waine 6' - Cundle 46' | Chi tiết | - Édouard 58' - Mateta 61', 62', 83' | Sân vận động: Home Park Lượng khán giả: 15,826 Trọng tài: Dean Whitestone |  |

| 30 tháng 8 năm 2023                                   | Portsmouth (3) | 1–1 (4–5 p)                                                     | Peterborough United (3) | Portsmouth                                                                     |  |
|                                                       | - Saydee 51'   | Chi tiết                                                        | - Ajiboye 29'           | Sân vận động: Fratton Park Lượng khán giả: 6,594 Trọng tài: Charles Breakspear |  |
|                                                       |                | Loạt sút luân lưu                                               |                         |                                                                                |  |
| - Bishop - Raggett - Pack - Saydee - Kamara - Morrell |                | - Knight - De Havilland - Tomlinson - Jones - Collins - Ajiboye |                         |                                                                                |  |

| 30 tháng 8 năm 2023                   | Reading (3)                              | 2–2 (1–3 p)                        | Ipswich Town (2)               | Reading                                                                     |  |
| 02:00 (Giờ Việt Nam)                  | - Williams 2' (l.n.) - Ehibhatiomhan 87' | Chi tiết                           | - Humphreys 45+5' - Ladapo 59' | Sân vận động: Madejski Stadium Lượng khán giả: 7,867 Trọng tài: Lewis Smith |  |
|                                       |                                          | Loạt sút luân lưu                  |                                |                                                                             |  |
| - Knibbs - Savage - Vickers - Elliott |                                          | - Chaplin - Evans - Aluko - Taylor |                                |                                                                             |  |

| 29 tháng 8 năm 2023  | Swansea City (2)                   | 2–3      | Bournemouth (1)                            | Swansea                                                                         |  |
| 18:30 (Giờ Việt Nam) | - Grimes 9' (ph.đ.) - Paterson 79' | Chi tiết | - Brooks 55' - Traorè 68' - Christie 90+1' | Sân vận động: Swansea.com Stadium Lượng khán giả: 8,785 Trọng tài: Matt Donohue |  |

| 30 tháng 8 năm 2023 | Wycombe Wanderers (3) | 0–1      | Sutton United (4) | High Wycombe                                            |  |
|                     |                       | Chi tiết | - O'Brien 19'     | Sân vận động: Adams Park Trọng tài: Christopher Pollard |  |

| 31 tháng 8 năm 2023  | Chelsea (1)                             | 2–1      | AFC Wimbledon (4)    | Fulham                                                                          |  |
| 01:45 (Giờ Việt Nam) | - Madueke 45+1' (ph.đ.) - Fernández 72' | Chi tiết | - Tilley 19' (ph.đ.) | Sân vận động: Stamford Bridge Lượng khán giả: 37,793 Trọng tài: Tony Harrington |  |

## Vòng 3
Tổng cộng có 32 CLB thi đấu vòng ba gồm 24 CLB thắng ở vòng 2 và 8 CLB Premier League (tham dự cúp châu Âu) gồm Arsenal, Aston Villa, Brighton & Hove Albion, Liverpool, Manchester City, Manchester United, Newcastle United và West Ham United.
| 27 tháng 9 năm 2023  | Bradford City (4) | 0–2      | Middlesbrough (2)             | Bradford                                                                |  |
| 01:45 (Giờ Việt Nam) |                   | Chi tiết | - Latte Lath 21' - Rogers 54' | Sân vận động: Valley Parade Lượng khán giả: 15,754 Trọng tài: Tom Nield |  |

| 27 tháng 9 năm 2023  | Exeter City (3) | 1–0      | Luton Town (1) | Exeter                                                                  |  |
| 01:45 (Giờ Việt Nam) | Mitchell 83'    | Chi tiết |                | Sân vận động: St James Park Lượng khán giả: 7,360 Trọng tài: James Bell |  |

| 27 tháng 9 năm 2023  | Ipswich Town (2)                           | 3–2      | Wolverhampton Wanderers (1)    | Ipswich                                                                     |  |
| 01:45 (Giờ Việt Nam) | - Hutchinson 28' - Ladapo 39' - Taylor 58' | Chi tiết | - Hwang Hee-chan 4' - Toti 15' | Sân vận động: Portman Road Lượng khán giả: 20,236 Trọng tài: Samuel Barrott |  |

| 27 tháng 9 năm 2023                              | Mansfield Town (4)                      | 2–2 (3–1 p)                                      | Peterborough United (3)  | Mansfield                                                                 |  |
| 01:45 (Giờ Việt Nam)                             | - Swan 5' (ph.đ.) - Akins 90+3' (ph.đ.) | Chi tiết                                         | - Clarke-Harris 30', 47' | Sân vận động: Field Mill Lượng khán giả: 4,372 Trọng tài: Seb Stockbridge |  |
|                                                  |                                         | Loạt sút luân lưu                                |                          |                                                                           |  |
| - Akins - Bowery - Flint - Clarke - Keillor-Dunn |                                         | - Clarke-Harris - Edwards - Mason-Clark - Knight |                          |                                                                           |  |

| 27 tháng 9 năm 2023  | Port Vale (3)          | 2–1      | Sutton United (4) | Stoke-on-Trent                                                       |  |
| 01:45 (Giờ Việt Nam) | - Thomas 49' - Ojo 83' | Chi tiết | - Coley 70'       | Sân vận động: Vale Park Lượng khán giả: 4,113 Trọng tài: Will Finnie |  |

| 27 tháng 9 năm 2023  | Salford City (4) | 0–4      | Burnley (1)                                               | Salford                                                                    |  |
| 01:45 (Giờ Việt Nam) |                  | Chi tiết | - Berge 12' - Bruun Larsen 20' - O'Shea 27' - Odobert 81' | Sân vận động: Moor Lane Lượng khán giả: 3,305 Trọng tài: Anthony Backhouse |  |

| 27 tháng 9 năm 2023  | Manchester United (1)                       | 3–0      | Crystal Palace (1) | Trafford                                                |  |
| 02:00 (Giờ Việt Nam) | - Garnacho 21' - Casemiro 27' - Martial 55' | Chi tiết |                    | Sân vận động: Old Trafford Trọng tài: Michael Salisbury |  |

| 28 tháng 9 năm 2023  | Aston Villa (1) | 1–2      | Everton (1)                      | Birmingham                                          |  |
| 01:45 (Giờ Việt Nam) | - Kamara 83'    | Chi tiết | - Garner 15' - Calvert-Lewin 50' | Sân vận động: Villa Park Trọng tài: Tony Harrington |  |

| 28 tháng 9 năm 2023  | Blackburn Rovers (2)                                            | 5–2      | Cardiff City (2)             | Blackburn                                                                |  |
| 01:45 (Giờ Việt Nam) | - Garrett 13' - Sigurðsson 36' - Moran 49', 54' - Markanday 69' | Chi tiết | - Robinson 18' - Etete 45+3' | Sân vận động: Ewood Park Lượng khán giả: 5,371 Trọng tài: Andrew Kitchen |  |

| 28 tháng 9 năm 2023  | Bournemouth (1)              | 2–0      | Stoke City (2) | Bournemouth                                                             |  |
| 01:45 (Giờ Việt Nam) | - Solanke 51' - Rothwell 54' | Chi tiết |                | Sân vận động: Dean Court Lượng khán giả: 10,282 Trọng tài: Graham Scott |  |

| 28 tháng 9 năm 2023  | Brentford (1) | 0–1      | Arsenal (1) | Brentford                                                                               |  |
| 01:45 (Giờ Việt Nam) |               | Chi tiết | - Nelson 8' | Sân vận động: Brentford Community Stadium Lượng khán giả: 16,688 Trọng tài: Darren Bond |  |

| 28 tháng 9 năm 2023  | Chelsea (1)   | 1–0      | Brighton & Hove Albion (1) | Fulham                                                                         |  |
| 01:45 (Giờ Việt Nam) | - Jackson 50' | Chi tiết |                            | Sân vận động: Stamford Bridge Lượng khán giả: 37,516 Trọng tài: Thomas Bramall |  |

| 28 tháng 9 năm 2023  | Fulham (1)                        | 2–1      | Norwich City (2) | Fulham                                                                      |  |
| 01:45 (Giờ Việt Nam) | - Carlos Vinícius 12' - Iwobi 72' | Chi tiết | - Sainz 75'      | Sân vận động: Craven Cottage Lượng khán giả: 12,831 Trọng tài: Craig Pawson |  |

| 28 tháng 9 năm 2023  | Lincoln City (3) | 0–1      | West Ham United (1) | Lincoln                                                                |  |
| 01:45 (Giờ Việt Nam) |                  | Chi tiết | - Souček 70'        | Sân vận động: Sincil Bank Lượng khán giả: 10,168 Trọng tài: Josh Smith |  |

| 28 tháng 9 năm 2023  | Liverpool (1)                           | 3–1      | Leicester City (2) | Liverpool                                                            |  |
| 01:45 (Giờ Việt Nam) | - Gakpo 48' - Szoboszlai 70' - Jota 89' | Chi tiết | - McAteer 3'       | Sân vận động: Anfield Lượng khán giả: 49,732 Trọng tài: Tim Robinson |  |

| 28 tháng 9 năm 2023  | Newcastle United (1) | 1–0      | Manchester City (1) | Newcastle upon Tyne                                                           |  |
| 02:00 (Giờ Việt Nam) | - Isak 53'           | Chi tiết |                     | Sân vận động: St James' Park Lượng khán giả: 51,692 Trọng tài: Chris Kavanagh |  |

## Vòng 4
Tổng cộng có 16 CLB thi đấu vòng bốn.
| 1 tháng 11 năm 2023  | Mansfield Town (4) | 0–1      | Port Vale (3) | Mansfield                                                                |  |
| 02:45 (Giờ Việt Nam) |                    | Chi tiết | - Devine 50'  | Sân vận động: Field Mill Lượng khán giả: 7,432 Trọng tài: Thomas Bramall |  |

| 1 tháng 11 năm 2023  | Exeter City (3)    | 2–3      | Middlesbrough (2)                                   | Exeter                                                                    |  |
| 02:45 (Giờ Việt Nam) | - Trevitt 13', 66' | Chi tiết | - Rogers 49' - Silvera 59' - Latte Lath 82' (ph.đ.) | Sân vận động: St James Park Lượng khán giả: 7,601 Trọng tài: Graham Scott |  |

| 2 tháng 11 năm 2023  | West Ham United (1)                        | 3–1      | Arsenal (1)      | Stratford                                    |  |
| 02:30 (Giờ Việt Nam) | - White 16' (l.n.) - Kudus 50' - Bowen 60' | Chi tiết | - Ødegaard 90+6' | Sân vận động: London Trọng tài: Simon Hooper |  |

| 2 tháng 11 năm 2023  | Everton (1)                               | 3–0      | Burnley (1) | Liverpool                                                                       |  |
| 02:45 (Giờ Việt Nam) | - Tarkowski 13' - Onana 53' - Young 90+2' | Chi tiết |             | Sân vận động: Goodison Park Lượng khán giả: 38,841 Trọng tài: Michael Salisbury |  |

| 2 tháng 11 năm 2023  | Chelsea (1)                     | 2–0      | Blackburn Rovers (2) | Fulham                                                |  |
| 02:45 (Giờ Việt Nam) | - Badiashile 30' - Sterling 59' | Chi tiết |                      | Sân vận động: Stamford Bridge Trọng tài: Tim Robinson |  |

| 2 tháng 11 năm 2023  | Ipswich Town (2) | 1–3      | Fulham (1)                            | Ipswich                                                                  |  |
| 02:45 (Giờ Việt Nam) | - Baggott 59'    | Chi tiết | - Wilson 9' - Muniz 50' - Cairney 77' | Sân vận động: Portman Road Lượng khán giả: 28,221 Trọng tài: Lewis Smith |  |

| 2 tháng 11 năm 2023  | Bournemouth (1) | 1–2      | Liverpool (1)           | Bournemouth                                                            |  |
| 02:45 (Giờ Việt Nam) | - Kluivert 64'  | Chi tiết | - Gakpo 31' - Núñez 70' | Sân vận động: Dean Court Lượng khán giả: 11,116 Trọng tài: John Brooks |  |

| 2 tháng 11 năm 2023  | Manchester United (1) | 0–3      | Newcastle United (1)                   | Trafford                                                                  |  |
| 03:15 (Giờ Việt Nam) |                       | Chi tiết | - Almirón 28' - Hall 36' - Willock 60' | Sân vận động: Old Trafford Lượng khán giả: 72,484 Trọng tài: Robert Jones |  |

## Tứ kết
Tổng cộng có 8 CLB thi đấu vòng tứ kết.
| 20 tháng 12 năm 2023                                                   | Everton (1) | 1–1 (6–7 p)                                                                                      | Fulham (1)         | Liverpool                                                                  |  |
| 02:45 (Giờ Việt Nam)                                                   | - Beto 82'  | Chi tiết                                                                                         | - Keane 41' (l.n.) | Sân vận động: Goodison Park Lượng khán giả: 38,715 Trọng tài: Graham Scott |  |
|                                                                        |             | Loạt sút luân lưu                                                                                |                    |                                                                            |  |
| - Beto - McNeil - Keane - Danjuma - Onana - Tarkowski - Garner - Gueye |             | - Pereira - Cairney - Palhinha - Decordova-Reid - Carlos Vinícius - Tete - Robinson - Adarabioyo |                    |                                                                            |  |

| 20 tháng 12 năm 2023 | Port Vale (3) | 0–3      | Middlesbrough (2)                      | Stoke-on-Trent                                                              |  |
| 02:45 (Giờ Việt Nam) |               | Chi tiết | - Howson 11' - Rogers 23' - Crooks 53' | Sân vận động: Vale Park Lượng khán giả: 12,006 Trọng tài: Michael Salisbury |  |

| 20 tháng 12 năm 2023                   | Chelsea (1)    | 1–1 (4–2 p)                                     | Newcastle United (1) | Fulham                                                                         |  |
| 03:00 (Giờ Việt Nam)                   | - Mudryk 90+2' | Chi tiết                                        | - Wilson 16'         | Sân vận động: Stamford Bridge Lượng khán giả: 38,058 Trọng tài: Jarred Gillett |  |
|                                        |                | Loạt sút luân lưu                               |                      |                                                                                |  |
| - Palmer - Gallagher - Nkunku - Mudryk |                | - Wilson - Trippier - Bruno Guimarães - Ritchie |                      |                                                                                |  |

| 21 tháng 12 năm 2023 | Liverpool (1)                                             | 5–1      | West Ham United (1) | Liverpool                                                            |  |
| 03:00 (Giờ Việt Nam) | - Szoboszlai 28' - Jones 56', 84' - Gakpo 71' - Salah 82' | Chi tiết | - Bowen 77'         | Sân vận động: Anfield Lượng khán giả: 57,332 Trọng tài: Tim Robinson |  |

## Bán kết
Tổng cộng có 4 CLB thi đấu vòng bán kết.
| Đội 1         | TTS | Đội 2   | Lượt đi | Lượt về |
| ------------- | --- | ------- | ------- | ------- |
| Middlesbrough | 2–6 | Chelsea | 1–0     | 1–6     |
| Liverpool     | 3–2 | Fulham  | 2–1     | 1–1     |

| Middlesbrough (2) | 1–0      | Chelsea (1) |
| ----------------- | -------- | ----------- |
| - Hackney 37'     | Chi tiết |             |

| Chelsea (1)                                                                      | 6–1      | Middlesbrough (2) |
| -------------------------------------------------------------------------------- | -------- | ----------------- |
| - Howson 15' (l.n.) - Fernández 29' - Disasi 36' - Palmer 42', 77' - Madueke 81' | Chi tiết | - Rogers 88'      |

Chelsea thắng với tổng tỉ số 6–2.
| Liverpool (1)           | 2–1      | Fulham (1)    |
| ----------------------- | -------- | ------------- |
| - Jones 68' - Gakpo 71' | Chi tiết | - Willian 19' |

| Fulham (1) | 1–1      | Liverpool (1) |
| ---------- | -------- | ------------- |
| - Diop 76' | Chi tiết | - Díaz 11'    |

Liverpool thắng với tổng tỉ số 3–2.

## Chung kết
| Chelsea | 0–1 (s.h.p.) | Liverpool       |
| ------- | ------------ | --------------- |
|         | Chi tiết     | - van Dijk 118' |

## Danh sách cầu thủ ghi nhiều bàn nhất
| Vị trí | Cầu thủ              | Câu lạc bộ       | Bàn thắng |
| ------ | -------------------- | ---------------- | --------- |
| 1      | Morgan Rogers        | Middlesbrough    | 5         |
| 2      | Cody Gakpo           | Liverpool        | 4         |
| 3      | John Buckley         | Blackburn Rovers | 3         |
| 3      | Kelvin Ehibhatiomhan | Reading          | 3         |
| 3      | Kion Etete           | Cardiff City     | 3         |
| 3      | Jake Garrett         | Blackburn Rovers | 3         |
| 3      | Curtis Jones         | Liverpool        | 3         |
| 3      | Jean-Philippe Mateta | Crystal Palace   | 3         |
| 3      | Ben Waine            | Plymouth Argyle  | 3         |
| 10     | 35 cầu thủ           | 35 cầu thủ       | 2         |